# Emmesa connectens
Emmesa connectens là một loài bọ cánh cứng trong họ Melandryidae. Loài này được Newman miêu tả khoa học năm 1838.